# Rhodri Molwynog

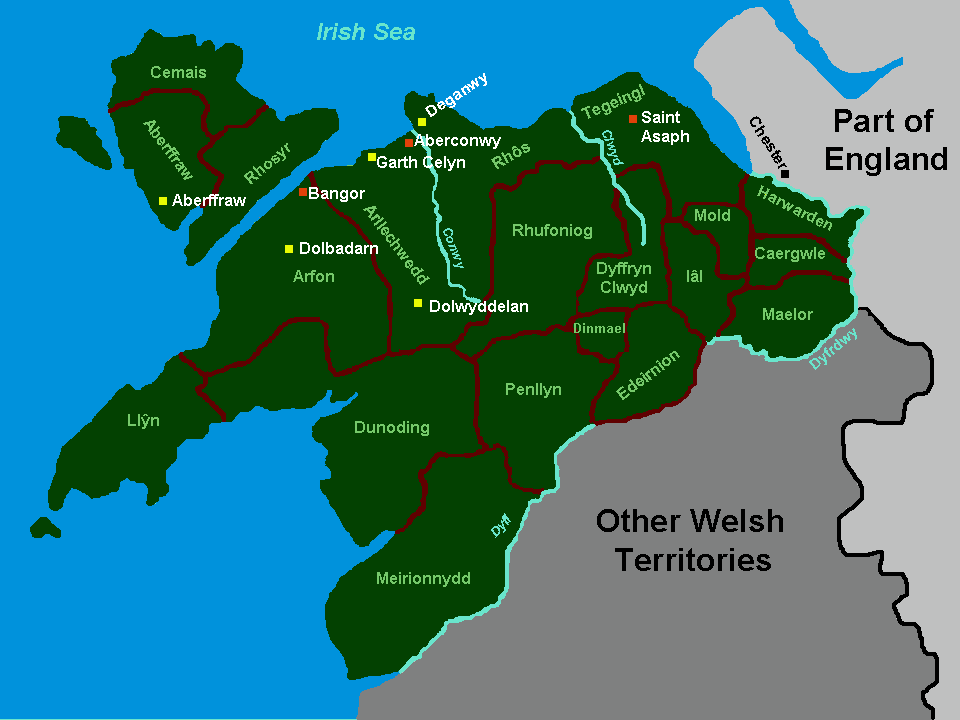
Un mapa de Gwynedd mostrando su cantrefs.

Rhodri Molwynog ("Rhodri el calvo y gris"; muerto c. 754), también conocido como Rhodri ap Idwal ("Rhodri hijo de Idwal"), fue rey de Gwynedd en el siglo VIII. Está listado como rey de los britanos en los Anales de Gales.
Esta era en la historia de Gwynedd es muy oscura y, dado la carencia de la información fiable disponible, varias historias serias sobre el Gales medieval no mencionan a Rhodri en absoluto, mientras otras le mencionan sólo de paso, citando la entrada no fechada de los Anales de Gales que registra su muerte. La reconstrucción de Phillimore ubica esta entrada en el año 754. Los Anales no mencionan la muerte de un rey anterior en un marco de tiempo razonable, así que la fecha de su coronación no es conocida, ni el nombre de su predecesor.
Rhodri también aparece en genealogías como las del Jesus College MS 20 (dónde está descrito como el hijo de Idwal Iwrch hijo de Cadwaladr Fendigiad) y las Harleian genealogies (dónde está descrito como el hijo de Tutgual hijo de Cadwaladr). Queda, sin embargo, poco claro hasta qué punto las genealogías recogían el linaje de las dinastías de Cunedda, independientemente de si sus miembros habían gobernando o recogían los gobernantes sin tener en cuenta si pertenecían o no la rama principal de la dinastía.
Los Anales de Gales mencionan una guerra en Cornualles alrededor 722 sin dar los nombres de los individuos implicados. El Brut y Saeson dice que en 721 hubo "una guerra extensa entre Rhodri Molwynawg y los sajones en Cornualles". El Brut Aberpergwm también registra este acontecimiento pero, mientras fue aceptado por una época por los editores del Myvyrian Archaiology, Thomas Stephens ha demostrado que se trataría de una más de las muchas falsificaciones de Iolo Morganwg.
El Rotri mencionado en los Anales a veces ha sido erróneamente identificado como gobernante de Alt Clut (moderno Dumbarton Rock), el reino britano posteriormente conocido como Strathclyde.